# Bolesław Kamil Orłowski
Bolesław Orłowski (ur. 31 lipca 1887 w Poznaniu, zm. 15 czerwca 1921 tamże) – romanista i pedagog.

## Życiorys
Studia odbył we Lwowie i Paryżu. Pracował jako nauczyciel w szkole średniej we Lwowie, a potem jako lektor języka francuskiego na Uniwersytecie Lwowskim. Od 1919 lektor, później zastępca profesora historii literatury francuskiej na Uniwersytecie Poznańskim. Jako ochotnik wziął udział w wojnie polsko–bolszewickiej. W 1921 roku otrzymał nominację na docenta. Zginął tragicznie 15 czerwca 1921 roku.
Opublikował:"F. Brunetiére i ewolucjonizm w historii literatury" (1907), "Keus, senaszel Okrągłego Stołu, studium estetyczno-porównawcze z literatury starofrancuskiej" (1919), "Krytyka wartości w kulturze u Rousseau'a i przed Rousseau'em" (1921).